# Novomer
Novomer är ett amerikanskt företag som utvecklar metoder för tillverkning av miljövänliga plaster. Företaget förväntas genomföra försökstillverkning av en plast som tillverkas med koldioxid som råvara, enligt en metod utvecklad av Geoffrey Coates.